# Аячо
Ая̀чо (на френски и на италиански: Ajaccio, в България е утвърдено италианското название, на френски Ажаксио̀ и Ажаксьо̀) е град във Франция.

## География
Аячо е разположен по западния бряг на остров Корсика в едноименния регион Корсика. Главен административен център на департамент Южна Корсика. Население 74 848 жители (2023).

## История
Градът е основан е през 1492 г. През 1755 г. е вдигнато въстание, начело със земевладелеца Паоли, и тогава властта от Генуа отива в ръцете на местните (отново начело с Паоли). А през 1768 генуазийците продават правата над Корсика на Франция.

## Икономика
Пристанище на Средиземно море. Има жп гара и аерогара (на 7 км). Морски курорт, туризъм. Корабостроене, риболов (предимно на аншоа), производство на макарони, пури, винопроизводство. Износ на портокали, маслини и зехтин.

## Спорт

### Футбол
Представителният футболен отбор на града се казва АК Аячо (пълно име „Атлетик Клуб Ажаксиан“). Състезавал се е във всички три най-горни нива на френския футбол.

### Рали
От 1973 г. Tour de Corse (обиколката на Корсика) е част от календара на световния рали шампионат.

## Известни личности
Родени в Аячо
- Ализе (р.1984), френска певица
- Жером Бонапарт (1784 – 1860), крал на Вестфалия
- Наполеон Бонапарт (1769 – 1821), френски император
- Жан-Франсоа Есига (р. 1982), френски волейболист

## Побратимени градове
- Ла Мадалена, Италия